# 世田谷区立駒留中学校
世田谷区立駒留中学校（せたがやくりつこまどめちゅうがっこう）は、東京都世田谷区下馬にある区立中学校。

## 概要

### 校名の由来
1947年（昭和22年）に、当時「駒留」と呼ばれていた場所、駒留八幡神社の近辺（現在の三軒茶屋小学校の位置、世田谷区三軒茶屋2丁目）に開校したことが校名の由来となっている。その後、現在地に移転したが、当時の名前をとどめているのである。

### 周辺
敷地の北側は蛇崩川緑道に接し、南側の一部は子の神（ねのかみ）公園と接しているため、周辺は緑が多い。
また、世田谷観音・最澄寺・駒繋神社といった寺社も周辺に集まっている。

## アクセス
- 東急田園都市線三軒茶屋駅から徒歩10分
- 東急バス <渋32> <黒09> <中目01> 最澄寺から徒歩2分
- 東急バス <黒06> 世田谷観音から徒歩3分
- 東急バス <渋32> <渋33> <渋34> <多摩01> 駒繋神社から徒歩5分

## 沿革
1955年（昭和30年）4月1日　開校

## 主な出身者
- 石原進（実業家）
- 長谷川敏裕（レスリング選手）
- 川口春奈（俳優）
- 鈴木杏（俳優）
- perfume（歌手）